# 長野峠 (三重県)
長野峠（ながのとうげ）は、三重県津市と伊賀市の間にある峠。国道163号の旧道であり、急カーブなど危険箇所が多く存在するため改良が望まれていたが、新長野トンネル (1,966m) 開通により解消され峠の通過時間が約10分短縮された。

## 概要
- 長野峠は桐原書店発行 井出孫六編 『日本百名峠』に選ばれている。

## 歴史・沿革
- 飛鳥奈良時代、朝廷と伊勢神宮を結ぶ為に造られた奈良街道の途中にある峠。12代景行天皇の第七皇女五百野姫（斎王）は峠近くの五百野の地で都に帰る途中、若き生涯を閉じた。五百野の地名は五百野姫からきている。古くは馬野峠と呼ばれていたが、鎌倉時代後期長野工藤氏の勢力が増すにつれて長野峠と呼ぶようになった。
- 徳川家康は本能寺の変が起こった時、堺から長野峠を越えて（伊賀越え）岡崎に帰城したという説がある。
- 1608年、豊臣方の押さえとしてこの地に入府してきた藤堂高虎は津城と伊賀上野城を結ぶ重要街道として街道の整備を行ったが、長野峠は豊臣方の侵攻に備えて整備をしなかった。藤堂藩が長野峠の拡幅工事を行ったのは豊臣氏滅亡後である。それまで奈良街道と呼ばれていたが、藤堂藩が津と伊賀を結ぶ官道として整備したことによいり伊賀街道と呼ばれるようになった。伊賀地域からは伊勢街道と呼ばれることもある。

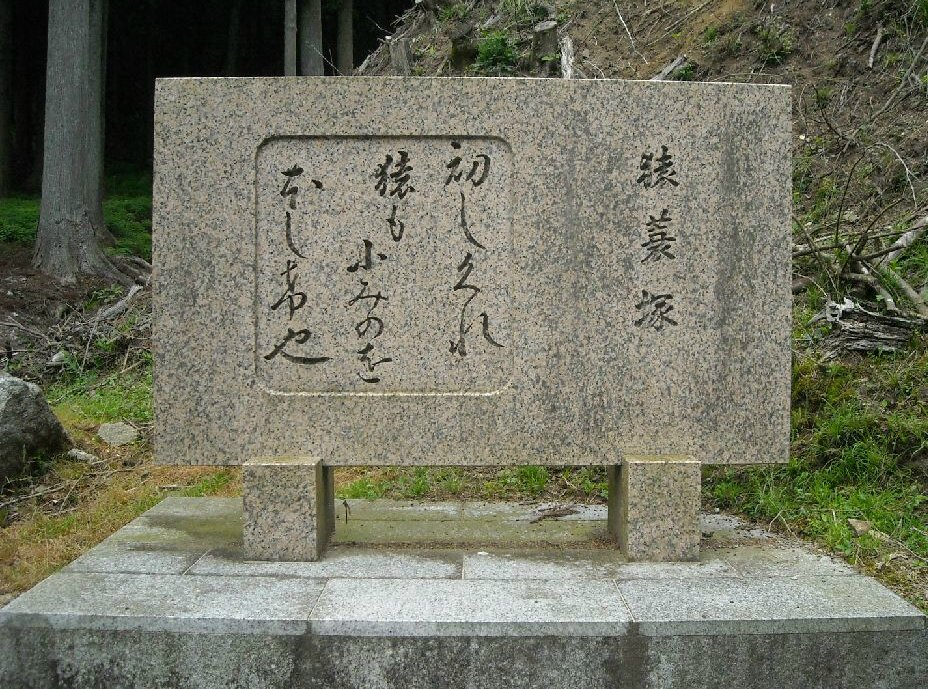
猿蓑塚(さるみのづか)

- 元禄2年（1689）、俳人松尾芭蕉は伊勢神宮参拝を終え伊賀に帰る途中、峠の茶屋に立ち寄り、俳句を読んでいる。「初しぐれ 猿も小蓑をほしげ也」この名句は峠から伊賀方向に500mぐらい下った猿蓑塚に芭蕉句碑として残っている。芭蕉の生れ故郷・伊賀では芭蕉句碑を句碑ではなく芭蕉塚と呼んでいる。
- 1876年（明治9年）12月19日この峠を越えて伊勢暴動の一揆隊が安濃郡から伊賀へ進入[1]。
- 1993年4月、国道の区間変更により長野峠を通る伊賀街道は県道から国道163号線に昇格した。

## 長野峠四つのルート
- 飛鳥奈良時代から明治時代までの旧峠のルート - 通行可能（車は不可）
- 1885年（明治18年）に造られた[2]旧長野トンネル（初代長野トンネル[2]）ルート - トンネルは崩壊、通行不可。長さ216m[2]。（ただし、長さ205メートルとする資料も存在する[3]。）伊賀側と伊勢側の住民がお金を出し合って開通[2]。花崗岩製の優美なアーチ状の構造が特徴である[4]。利用廃止トンネル[5]。地域住民からは「明治のトンネル」と呼ばれている[4]。
- 1939年（昭和14年）に造られた長野トンネル（二代目長野トンネル[2]）ルート - 長さ約300m、幅員約5.5m[2]。初代長野トンネルのほぼ真下に造られた[2]。トンネル内通行禁止[4]、利用廃止トンネル。地域住民からは「昭和のトンネル」と呼ばれている[4]。
- 2008年（平成20年）に造られた新長野トンネル（三代目長野トンネル[4]）ルート - 長さ1966m、幅員7m、高さ4.7m[4]。二代目長野トンネルの下に造られた[4]。現在の国道163号。地域住民からは「平成のトンネル」と呼ばれている[4]。

## 各種データ
- 位置：北緯34度45分42秒 東経136度19分36秒 / 北緯34.76167度 東経136.32667度
- 標高 494m
- 分水嶺 峠の東側は長野川、雲出川を経て伊勢湾に注ぐ。 峠の西側は服部川、木津川、淀川を経て大阪湾に注ぐ。

## 長野トンネルギャラリー

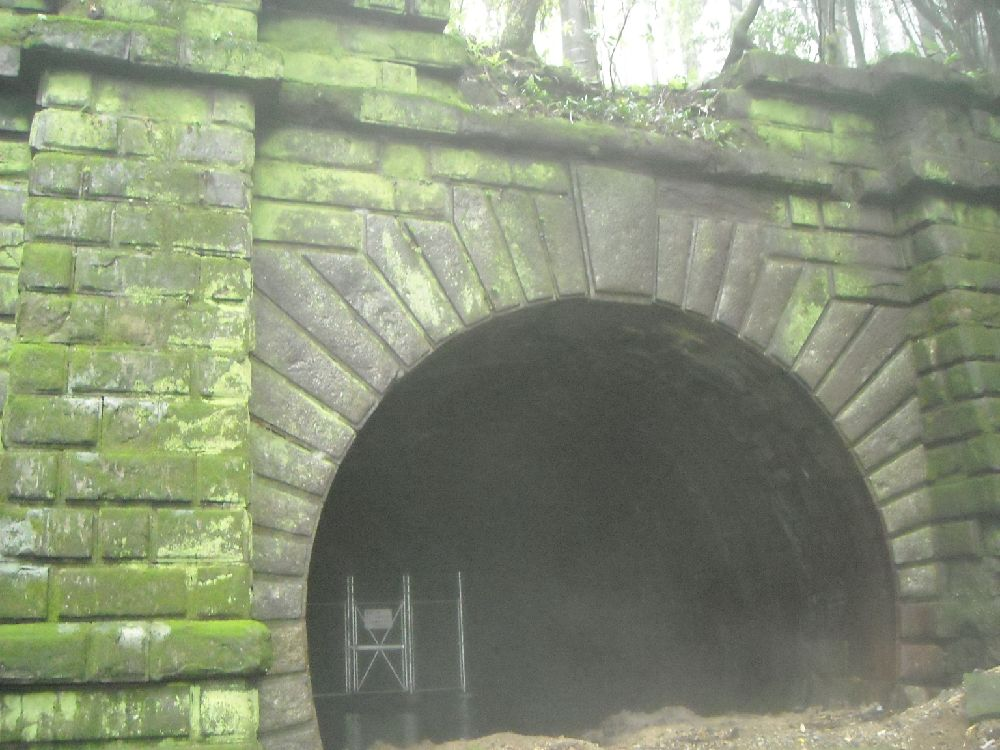
旧長野トンネル津側
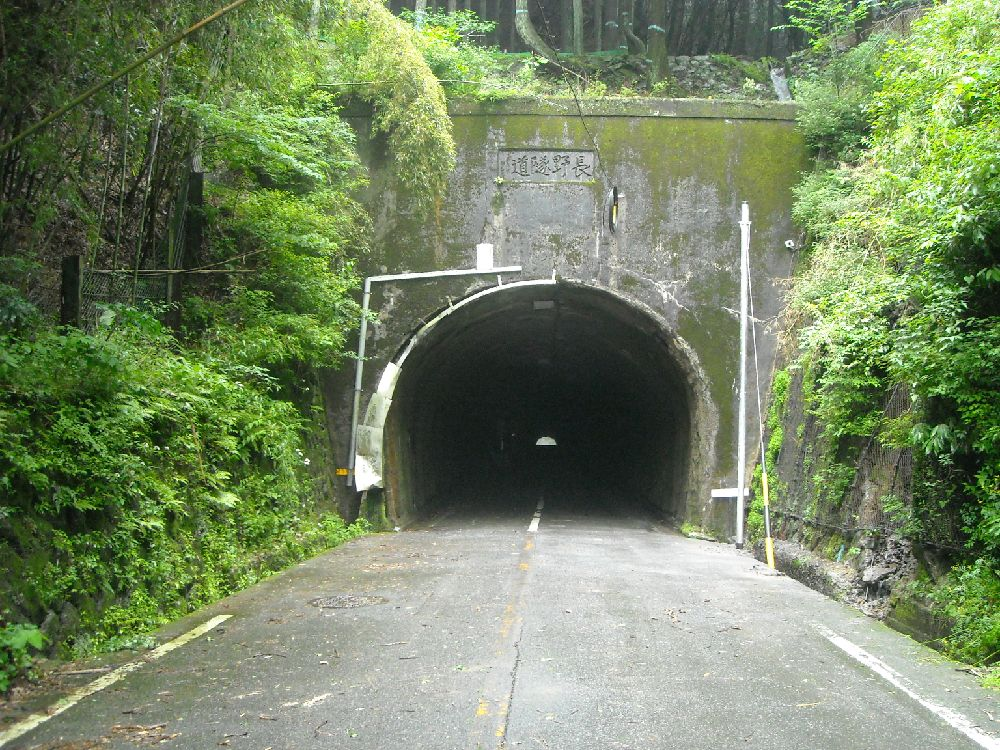
長野トンネル 津側
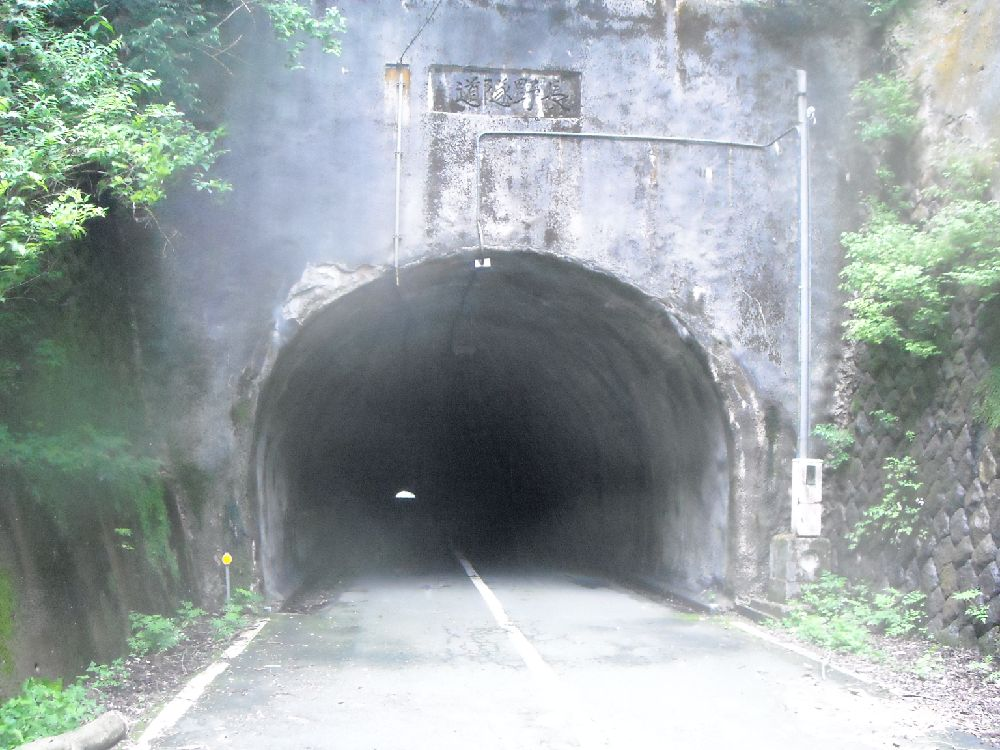
長野トンネル伊賀側
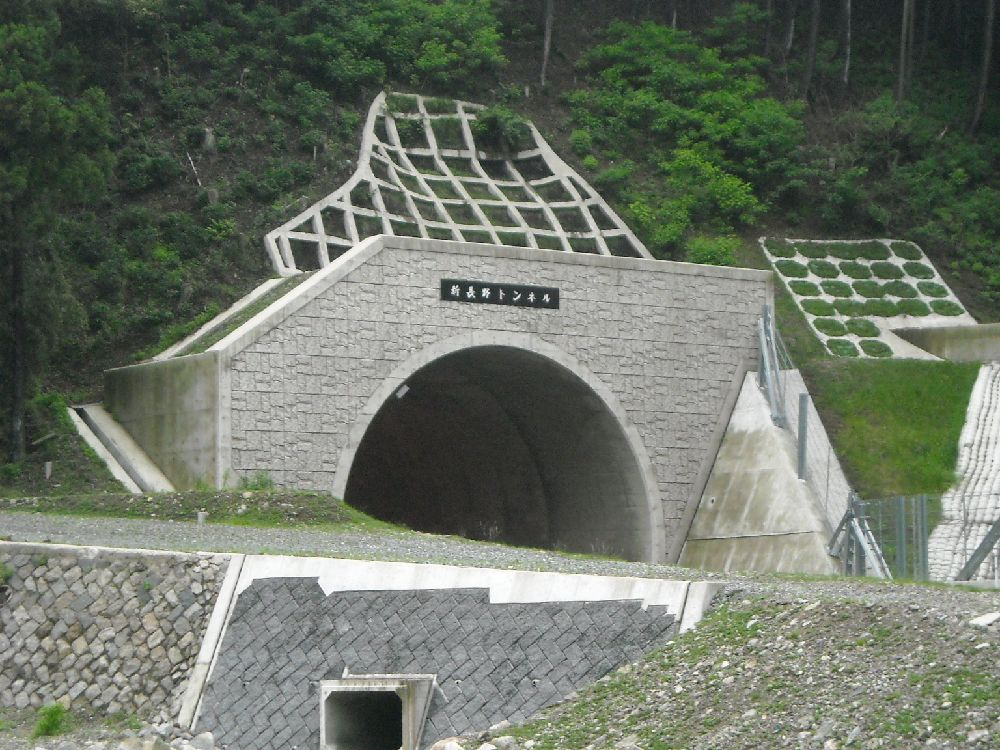
新長野トンネル 津側
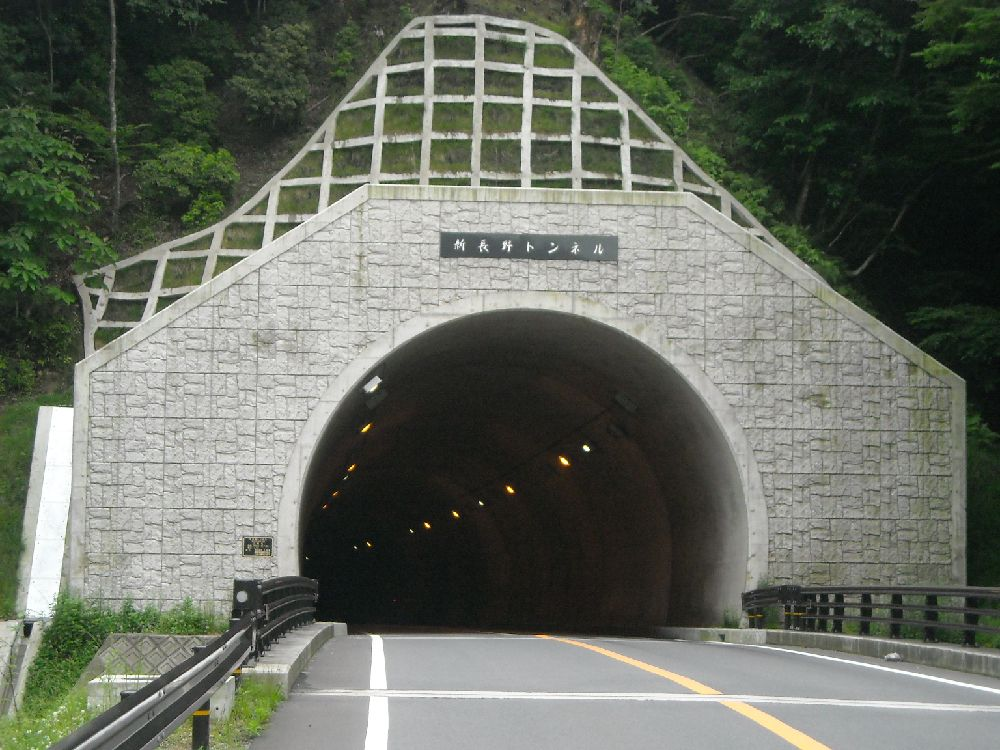
新長野トンネル 伊賀側

## 峠と関わりがある名所・旧跡 観光地
- 犬塚 - 義犬伝説発祥地。自分の命を落してまでも主人を守った犬の話。
- 蛙石 - 新長野トンネル津市側入り口付近に存在する蛙の形に似た石。
- 青山高原 - 青山高原には現在67基の超大型風車（2,000KW）、24基の大型風車（750KW）が稼動中
- 経が峰 - 地元登山愛好家に人気あり 山頂には登山者用の展望台と山小屋がある。
- 大山田新大仏寺 - 源頼朝が後鳥羽法皇の勅願寺として開創 開山は重源。
- 馬野渓谷 - 夏の海水浴や秋の紅葉のスポット。
- 大山田温泉 - 県外からも多くの観光客が訪れる温泉地。
- 長野氏城跡 - 鎌倉時代、長野工藤氏の居城。1982年に国の史跡に指定される。

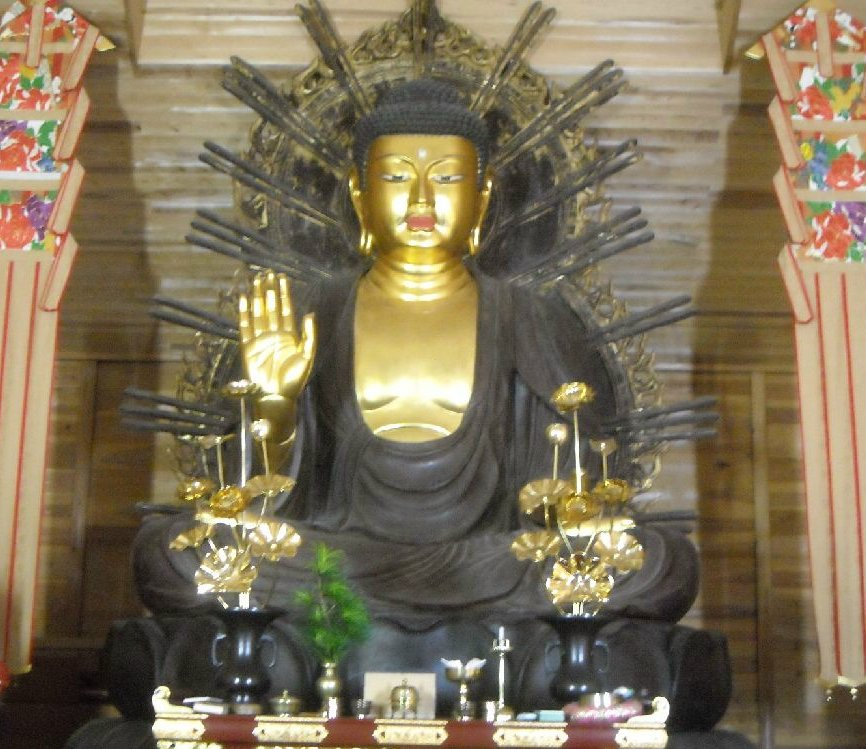
新大仏寺大仏様
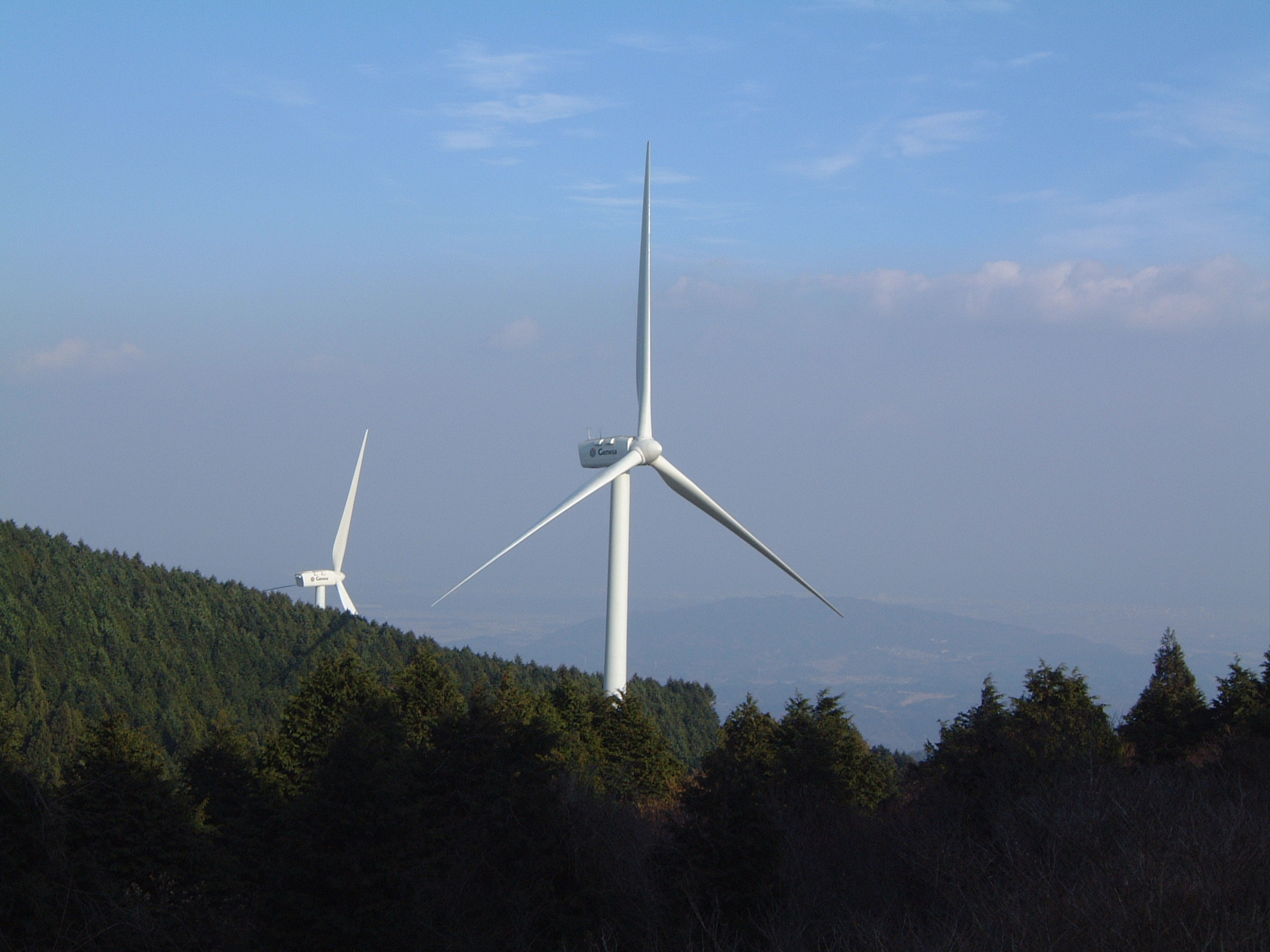
青山高原
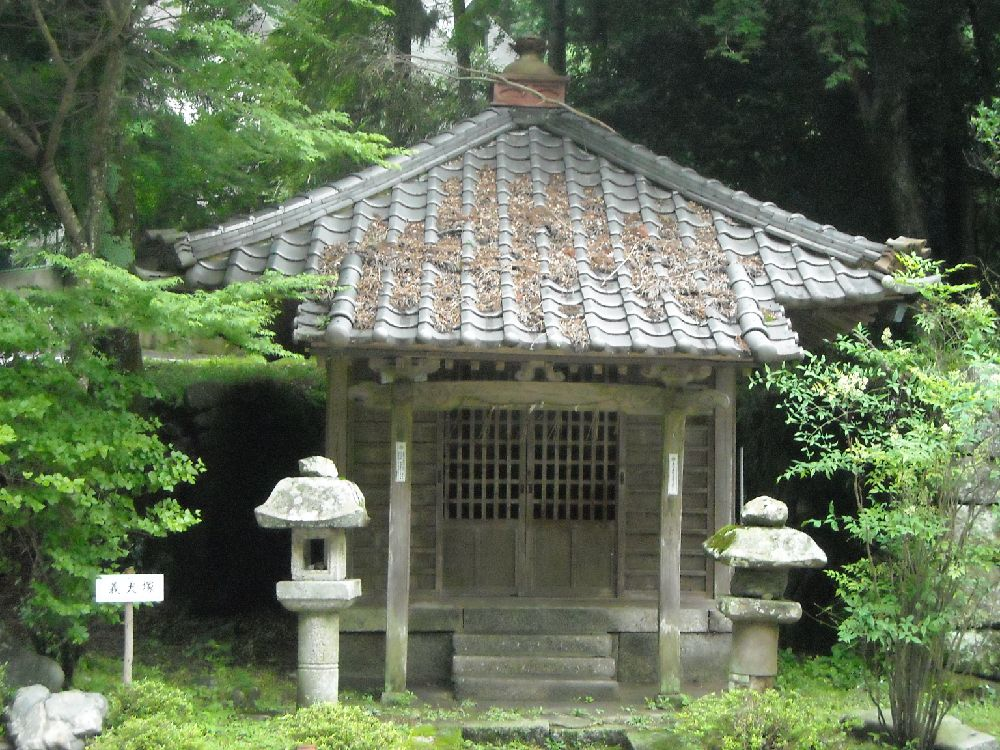
犬塚